# Bisallardiana variabilis
Bisallardiana variabilis är en skalbaggsart som beskrevs av Macleay 1863. Bisallardiana variabilis ingår i släktet Bisallardiana och familjen Cetoniidae. Inga underarter finns listade.